# Liubov Vasílieva
Liubov Ivánovna Vasílieva (en ruso: Любо́вь Ива́новна Васи́льева; Volgogrado, Rusia, 6 de octubre de 1971) es una atleta paralímpica rusa que compite principalmente en los eventos de sprint de la categoría T46.

## Carrera
Liubov compitió en los Juegos Paralímpicos de Verano de 2000 en Sídney, donde además de competir en los 100m, ganó una medalla de plata en el evento de 200m detrás de la doble medallista de oro de Australia, Amy Winters y ganó una medalla de oro en los 400m, en la cual Amy ocupó la tercera posición.
Participó en el Relevo de la antorcha paralímpica de Sochi 2014.
Fue honrada con el premio Maestro de Deportes de Rusia en 1992 y recibió la orden de honor el 6 de abril de 2002 por su gran contribución al desarrollo de la cultura física y el deporte, por sus grandes logros deportivos en los Juegos Paralímpicos en Sídney 2000.